# ژوراوین (استان پودکارپاتسکیه)
ژوراوین (به لهستانی:  Żurawin) یک روستا در لهستان است که در گمینا لوتوویسکا واقع شده‌است.